# DFB-Pokal 1978/79
DFB-Pokalsieger 1979 wurde Fortuna Düsseldorf. Die Fortuna war im Vorjahresfinale dem Deutschen Meister 1. FC Köln noch mit 0:2 unterlegen, durfte allerdings bereits im Jahr dieses DFB-Pokalsieges stellvertretend für die Kölner im Europapokal der Pokalsieger antreten und erreichte hier ebenfalls das Finale, das allerdings gegen den FC Barcelona mit 3:4 n. V. verloren ging.
Torschützenkönig des Wettbewerbs wurde Dieter Hoeneß vom VfB Stuttgart mit acht Toren, von denen er allein sieben im ersten Spiel gegen den Spandauer SV geschossen hatte.
Es war Düsseldorfs erster Sieg im sechsten Finale nach den Niederlagen 1937, 1957, 1958, 1962 und dem Vorjahr. Titelverteidiger 1. FC Köln schied im Achtelfinale gegen den späteren Finalisten Hertha BSC aus.

## Teilnehmende Mannschaften
- Für die 1. Hauptrunde waren folgende Mannschaften qualifiziert.

| Bundesliga | 2. Bundesliga | Amateure Nord Berlin Westfalen Nordrhein | Amateure Hessen Südwest Baden-Württemberg Bayern |
| --- | --- | --- | --- |
| 1. FC Köln (TV) Borussia Mönchengladbach Hertha BSC VfB Stuttgart Fortuna Düsseldorf MSV Duisburg Eintracht Frankfurt 1. FC Kaiserslautern FC Schalke 04 Hamburger SV Borussia Dortmund FC Bayern München Eintracht Braunschweig VfL Bochum Werder Bremen Arminia Bielefeld SV Darmstadt 98 1. FC Nürnberg | - Nord: FC St. Pauli Rot-Weiss Essen Preußen Münster SC Fortuna Köln Hannover 96 SG Wattenscheid 09 Bayer Uerdingen Bayer 04 Leverkusen SG Union Solingen Tennis Borussia Berlin Wuppertaler SV Westfalia Herne Rot-Weiß Lüdenscheid Alemannia Aachen SV Arminia Hannover VfL Osnabrück SC Viktoria Köln DSC Wanne-Eickel Holstein Kiel - Süd: TSV 1860 München 1. FC Saarbrücken FC 08 Homburg SpVgg Bayreuth Kickers Offenbach SpVgg Fürth Karlsruher SC SV Waldhof Mannheim Wormatia Worms Stuttgarter Kickers FV Würzburg 04 Eintracht Trier Freiburger FC FC Augsburg FSV Frankfurt KSV Baunatal FC Hanau 93 Borussia Neunkirchen SC Freiburg | - Nord: OSC Bremerhaven OSV Hannover 1. SC Göttingen 05 VfB Lübeck Eintracht Nordhorn Werder Bremen (A) TSV Nord Harrislee Concordia Hamburg SC Victoria Hamburg SV Börnsen Blumenthaler SV MTV Gifhorn TSV Helmstedt SpVgg Bad Pyrmont TuS Hessisch Oldendorf - Berlin: BFC Preussen Spandauer SV - Westfalen: SC Herford FC Gütersloh SV Holzwickede TuS Iserlohn FC Epe Bünder SV - Nordrhein: 1. FC Bocholt Schwarz-Weiß Essen Rot-Weiß Oberhausen VfB 06/08 Remscheid SC Jülich Fortuna Düsseldorf (A) TuS 08 Langerwehe Union Frintrop Viktoria Kleingladbach | - Hessen: VfR 1910 Bürstadt VfB Schrecksbach SSV Dillenburg Viktoria Sindlingen Melsunger FV 08 SG Bad Soden - Südwest: FK Pirmasens TuS Neuendorf Südwest Ludwigshafen Eintracht Bad Kreuznach SpVgg EGC Wirges SV Leiwen SV Saar 05 Saarbrücken SG Ellingen-Bonefeld VfL Neustadt/Weinstraße SV Bliesen - Baden-Württemberg: SSV Ulm 1846 SV Sandhausen VfR Mannheim Offenburger FV VfR Heilbronn BSV Schwenningen FC Tailfingen SpVgg Neckarelz SC Pfullendorf 1. FC Eislingen Union Böckingen - Bayern: FC Bayern Hof Würzburger Kickers ESV Ingolstadt-Ringsee ASV Neumarkt ETSV 09 Landshut SV Haidlfing SG Fuchsmühl DJK Abenberg SSV Glött ASV Burglengenfeld 1. FC Kirchheim SV Memmelsdorf/Ufr. SVO Germaringen |

## 1. Hauptrunde
| Datum                   |                          | Ergebnis  |                         |
| ----------------------- | ------------------------ | --------- | ----------------------- |
| Fr 04.08.1978 18:00 Uhr | Freiburger FC            | 6:1       | SpVgg Neckarelz         |
| Fr 04.08.1978 19:00 Uhr | 1. FC Nürnberg           | 4:0       | ASV Neumarkt            |
| Fr 04.08.1978 19:00 Uhr | VfB Stuttgart            | 12:00     | Spandauer SV            |
| Sa 05.08.1978 15:30 Uhr | Arminia Bielefeld        | 2:1 n. V. | Hamburger SV            |
| Sa 05.08.1978 15:30 Uhr | MSV Duisburg             | 4:3       | SG Wattenscheid 09      |
| Sa 05.08.1978 15:30 Uhr | Fortuna Düsseldorf       | 7:2       | Stuttgarter Kickers     |
| Sa 05.08.1978 15:30 Uhr | FV Würzburg 04           | 0:2 n. V. | Hertha BSC              |
| Sa 05.08.1978 15:30 Uhr | Borussia Mönchengladbach | 4:2       | Wuppertaler SV          |
| Sa 05.08.1978 15:30 Uhr | TSV 1860 München         | 0:5       | FC Schalke 04           |
| Sa 05.08.1978 15:30 Uhr | Eintracht Braunschweig   | 2:0       | Schwarz-Weiß Essen      |
| Sa 05.08.1978 15:30 Uhr | SV Darmstadt 98          | 4:1       | DJK Abenberg            |
| Sa 05.08.1978 15:30 Uhr | Werder Bremen            | 5:0       | SV Holzwickede          |
| Sa 05.08.1978 15:30 Uhr | VfL Bochum               | 4:0       | Bünder SV               |
| Sa 05.08.1978 15:30 Uhr | SpVgg Bad Pyrmont        | 1:2       | Eintracht Frankfurt     |
| Sa 05.08.1978 15:30 Uhr | Borussia Dortmund        | 14:10     | BSV 07 Schwenningen     |
| Sa 05.08.1978 15:30 Uhr | 1. FC Saarbrücken        | 1:0 n. V. | SpVgg Fürth             |
| Sa 05.08.1978 15:30 Uhr | Tennis Borussia Berlin   | 2:0 n. V. | SG Union Solingen       |
| Sa 05.08.1978 15:30 Uhr | SC Fortuna Köln          | 2:0       | FC Hanau 93             |
| Sa 05.08.1978 15:30 Uhr | SC Freiburg              | 3:1       | Rot-Weiss Essen         |
| Sa 05.08.1978 15:30 Uhr | Eintracht Trier          | 3:1       | SG Fuchsmühl            |
| Sa 05.08.1978 15:30 Uhr | DSC Wanne-Eickel         | 2:1       | VfR Mannheim            |
| Sa 05.08.1978 15:30 Uhr | SC Pfullendorf           | 0:3       | FC 08 Homburg           |
| Sa 05.08.1978 15:30 Uhr | Preußen Münster          | 16:0 1    | SV Leiwen               |
| Sa 05.08.1978 15:30 Uhr | SSV Dillenburg           | 2:4       | FSV Frankfurt           |
| Sa 05.08.1978 15:30 Uhr | SV Chio Waldhof          | 5:0       | SV Börnsen              |
| Sa 05.08.1978 15:30 Uhr | SC Jülich                | 01:10     | Kickers Offenbach       |
| Sa 05.08.1978 15:30 Uhr | Karlsruher SC            | 3:1       | Eintracht Bad Kreuznach |
| Sa 05.08.1978 15:30 Uhr | FC Augsburg              | 4:0       | Offenburger FV          |
| Sa 05.08.1978 15:30 Uhr | Viktoria Sindlingen      | 0:3       | Bayer 04 Leverkusen     |
| Sa 05.08.1978 15:30 Uhr | Wormatia Worms           | 4:2       | VfB 06/08 Remscheid     |
| Sa 05.08.1978 15:30 Uhr | Alemannia Aachen         | 4:1       | 1. FC Eislingen         |
| Sa 05.08.1978 15:30 Uhr | FC St. Pauli             | 3:0 n. V. | FC Bayern Hof           |
| Sa 05.08.1978 15:30 Uhr | SVO Germaringen          | 1:7       | VfR OLI Bürstadt        |
| Sa 05.08.1978 15:30 Uhr | Rot-Weiß Oberhausen      | 5:1 n. V. | ETSV 09 Landshut        |
| Sa 05.08.1978 15:30 Uhr | SG Ellingen-Bonefeld     | 13:1 2    | VfB Lübeck              |
| Sa 05.08.1978 16:00 Uhr | TSV Nord Harrislee       | 10:6 3    | Borussia Neunkirchen    |
| Sa 05.08.1978 16:00 Uhr | Union Böckingen          | 2:8       | Bayer Uerdingen         |
| Sa 05.08.1978 16:00 Uhr | KSV Baunatal             | 5:0       | Union Frintrop          |
| Sa 05.08.1978 16:00 Uhr | Holstein Kiel            | 5:0       | SV Saar 05 Saarbrücken  |
| Sa 05.08.1978 16:00 Uhr | ESV Ingolstadt-Ringsee   | 4:0       | Viktoria Kleingladbach  |
| Sa 05.08.1978 16:00 Uhr | Südwest Ludwigshafen     | 2:0       | SC Concordia Hamburg    |
| Sa 05.08.1978 16:00 Uhr | SV Memmelsdorf/Ufr.      | 1:8       | 1. FC Bocholt           |
| Sa 05.08.1978 16:00 Uhr | SG Bad Soden             | 1:3       | VfL Neustadt/Weinstraße |
| Sa 05.08.1978 16:30 Uhr | VfB Schrecksbach         | 3:5       | SV Arminia Hannover     |
| Sa 05.08.1978 16:30 Uhr | FC Tailfingen            | 4:3       | SV Sandhausen           |
| Sa 05.08.1978 16:30 Uhr | 1. SC Göttingen 05       | 2:0       | FC Epe                  |
| Sa 05.08.1978 17:30 Uhr | FC Bayern München        | 15:0 4    | SSV Glött               |
| Sa 05.08.1978 18:15 Uhr | 1. FC Kaiserslautern     | 17:0 5    | BFC Preussen            |
| So 06.08.1978 10:15 Uhr | SC Victoria Hamburg      | 0:6       | SSV Ulm 1846            |
| So 06.08.1978 15:00 Uhr | Rot-Weiß Lüdenscheid     | 1:4       | 1. FC Köln              |
| So 06.08.1978 15:00 Uhr | SC Herford               | 12:1 6    | Würzburger Kickers      |
| So 06.08.1978 15:00 Uhr | TuS Iserlohn             | 0:2       | VfL Osnabrück           |
| So 06.08.1978 15:00 Uhr | OSC Bremerhaven          | 0:3       | Hannover 96             |
| So 06.08.1978 15:00 Uhr | ASV Burglengenfeld       | 1:4       | SC Viktoria Köln        |
| So 06.08.1978 15:00 Uhr | OSV Hannover             | 5:1       | TSV Helmstedt           |
| So 06.08.1978 15:00 Uhr | FC Gütersloh             | 4:1       | Eintracht Nordhorn      |
| So 06.08.1978 15:00 Uhr | 1. FC Kirchheim          | 1:2       | SpVgg EGC Wirges        |
| So 06.08.1978 15:00 Uhr | SV Bliesen               | 12:3 7    | Melsunger FV 08         |
| So 06.08.1978 15:00 Uhr | Werder Bremen (A)        | 1:1 n. V. | TuS Neuendorf           |
| So 06.08.1978 15:00 Uhr | MTV Gifhorn              | 0:3       | FK Pirmasens            |
| So 06.08.1978 15:00 Uhr | VfR Heilbronn            | 1:0       | TuS 08 Langerwehe       |
| So 06.08.1978 15:00 Uhr | Blumenthaler SV          | 1:2       | Fortuna Düsseldorf (A)  |
| So 06.08.1978 15:30 Uhr | SV Haidlfing             | 0:5       | SpVgg Bayreuth          |
| So 06.08.1978 16:00 Uhr | TuS Hessisch Oldendorf   | 0:4       | Westfalia Herne         |

### Wiederholungsspiel
| Datum         |               | Ergebnis |                   |
| ------------- | ------------- | -------- | ----------------- |
| Mi 13.09.1978 | TuS Neuendorf | 5:2      | Werder Bremen (A) |

## 2. Hauptrunde
| Datum                   |                          | Ergebnis  |                         |
| ----------------------- | ------------------------ | --------- | ----------------------- |
| Fr 22.09.1978 19:00 Uhr | 1. FC Saarbrücken        | 2:3       | Bayer Uerdingen         |
| Fr 22.09.1978 19:30 Uhr | MSV Duisburg             | 3:1       | Arminia Bielefeld       |
| Fr 22.09.1978 19:30 Uhr | VfL Bochum               | 4:2 n. V. | DSC Wanne-Eickel        |
| Sa 23.09.1978 15:00 Uhr | SC Herford               | 0:3       | Holstein Kiel           |
| Sa 23.09.1978 15:00 Uhr | Tennis Borussia Berlin   | 3:3 n. V. | VfR OLI Bürstadt        |
| Sa 23.09.1978 15:30 Uhr | FC Schalke 04            | 3:2       | VfB Stuttgart           |
| Sa 23.09.1978 15:30 Uhr | Werder Bremen            | 2:3       | Eintracht Frankfurt     |
| Sa 23.09.1978 15:30 Uhr | FC Bayern München        | 4:5       | VfL Osnabrück           |
| Sa 23.09.1978 15:30 Uhr | Borussia Mönchengladbach | 6:1       | SV Arminia Hannover     |
| Sa 23.09.1978 15:30 Uhr | Eintracht Trier          | 0:1       | 1. FC Kaiserslautern    |
| Sa 23.09.1978 15:30 Uhr | SV Darmstadt 98          | 2:1       | Preußen Münster         |
| Sa 23.09.1978 15:30 Uhr | FC Augsburg              | 1:3       | 1. FC Nürnberg          |
| Sa 23.09.1978 15:30 Uhr | Borussia Neunkirchen     | 0:0 n. V. | Borussia Dortmund       |
| Sa 23.09.1978 15:30 Uhr | Wormatia Worms           | 1:1 n. V. | Hertha BSC              |
| Sa 23.09.1978 15:30 Uhr | Eintracht Braunschweig   | 1:0       | SG Ellingen-Bonefeld    |
| Sa 23.09.1978 15:30 Uhr | Fortuna Düsseldorf       | 3:0       | VfR Heilbronn           |
| Sa 23.09.1978 15:30 Uhr | Hannover 96              | 1:3       | Alemannia Aachen        |
| Sa 23.09.1978 15:30 Uhr | Südwest Ludwigshafen     | 4:2       | SC Viktoria Köln        |
| Sa 23.09.1978 15:30 Uhr | Freiburger FC            | 2:2 n. V. | 1. FC Bocholt           |
| Sa 23.09.1978 15:30 Uhr | SV Waldhof Mannheim      | 7:0       | VfL Neustadt/Weinstraße |
| Sa 23.09.1978 15:30 Uhr | KSV Baunatal             | 3:0       | 1. SC Göttingen 05      |
| Sa 23.09.1978 16:00 Uhr | Kickers Offenbach        | 3:0       | ESV Ingolstadt-Ringsee  |
| Sa 23.09.1978 16:00 Uhr | FC St. Pauli             | 1:2       | TuS Neuendorf           |
| Sa 23.09.1978 16:15 Uhr | SSV Ulm 1846             | 4:2       | FSV Frankfurt           |
| So 24.09.1978 15:00 Uhr | Westfalia Herne          | 2:3       | 1. FC Köln              |
| So 24.09.1978 15:00 Uhr | FC 08 Homburg            | 4:2       | FK Pirmasens            |
| So 24.09.1978 15:00 Uhr | SC Freiburg              | 2:0       | FC Tailfingen           |
| So 24.09.1978 15:00 Uhr | OSV Hannover             | 0:3       | Bayer 04 Leverkusen     |
| So 24.09.1978 15:00 Uhr | SpVgg Bayreuth           | 6:0       | Melsunger FV 08         |
| So 24.09.1978 15:00 Uhr | SpVgg EGC Wirges         | 1:7       | SC Fortuna Köln         |
| So 24.09.1978 15:00 Uhr | FC Gütersloh             | 1:1 n. V. | Karlsruher SC           |
| So 24.09.1978 15:00 Uhr | Rot-Weiß Oberhausen      | 3:2       | Fortuna Düsseldorf (A)  |

### Wiederholungsspiele
| Datum         |                   | Ergebnis              |                        |
| ------------- | ----------------- | --------------------- | ---------------------- |
| Di 03.10.1978 | Karlsruher SC     | 3:0                   | FC Gütersloh           |
| Mi 04.10.1978 | VfR OLI Bürstadt  | 0:0 n. V. (3:4 i. E.) | Tennis Borussia Berlin |
| Mi 04.10.1978 | Borussia Dortmund | 2:0                   | Borussia Neunkirchen   |
| Mi 04.10.1978 | 1. FC Bocholt     | 3:2 n. V.             | Freiburger FC          |
| Di 07.11.1978 | Hertha BSC        | 2:0                   | Wormatia Worms         |

## 3. Hauptrunde
| Datum         |                        | Ergebnis  |                          |
| ------------- | ---------------------- | --------- | ------------------------ |
| Mi 29.11.1978 | Tennis Borussia Berlin | 0:2       | 1. FC Nürnberg           |
| Fr 01.12.1978 | 1. FC Köln             | 3:2 n. V. | Eintracht Braunschweig   |
| Fr 01.12.1978 | Fortuna Düsseldorf     | 2:1       | Alemannia Aachen         |
| Sa 02.12.1978 | Hertha BSC             | 2:0       | Borussia Mönchengladbach |
| Sa 02.12.1978 | MSV Duisburg           | 2:1       | SV Waldhof Mannheim      |
| Sa 02.12.1978 | FC 08 Homburg          | 0:0 n. V. | VfL Bochum               |
| Sa 02.12.1978 | Eintracht Frankfurt    | 4:1       | KSV Baunatal             |
| Sa 02.12.1978 | Bayer Uerdingen        | 2:1       | FC Schalke 04            |
| Sa 02.12.1978 | Borussia Dortmund      | 6:1       | Kickers Offenbach        |
| Sa 02.12.1978 | SV Darmstadt 98        | 1:5       | SSV Ulm 1846             |
| Sa 02.12.1978 | Südwest Ludwigshafen   | 2:1       | 1. FC Kaiserslautern     |
| Sa 02.12.1978 | VfL Osnabrück          | 2:1       | SC Fortuna Köln          |
| Sa 02.12.1978 | Bayer 04 Leverkusen    | 1:0       | SpVgg Bayreuth           |
| Sa 02.12.1978 | Holstein Kiel          | 5:2       | Karlsruher SC            |
| Sa 02.12.1978 | TuS Neuendorf          | 3:1 n. V. | 1. FC Bocholt            |
| So 03.12.1978 | Rot-Weiß Oberhausen    | 1:1 n. V. | SC Freiburg              |

### Wiederholungsspiele
| Datum         |             | Ergebnis              |                        |
| ------------- | ----------- | --------------------- | ---------------------- |
| Di 26.12.1978 | SC Freiburg | 0:0 n. V. (2:3 i. E.) | SC Rot-Weiß Oberhausen |
| Sa 06.01.1979 | VfL Bochum  | 1:0                   | FC 08 Homburg          |

## Achtelfinale
| Datum         |                      | Ergebnis  |                     |
| ------------- | -------------------- | --------- | ------------------- |
| Fr 27.04.1979 | MSV Duisburg         | 0:1       | Fortuna Düsseldorf  |
| Fr 27.04.1979 | Hertha BSC           | 2:0 n. V. | 1. FC Köln          |
| Fr 27.04.1979 | Borussia Dortmund    | 1:3       | Eintracht Frankfurt |
| Fr 27.04.1979 | Südwest Ludwigshafen | 1:1 n. V. | SSV Ulm 1846        |
| Fr 27.04.1979 | 1. FC Nürnberg       | 7:1       | Holstein Kiel       |
| Fr 27.04.1979 | Bayer Uerdingen      | 4:2       | VfL Bochum          |
| Fr 27.04.1979 | Rot-Weiß Oberhausen  | 1:0       | VfL Osnabrück       |
| Fr 27.04.1979 | TuS Neuendorf        | 1:4       | Bayer 04 Leverkusen |

### Wiederholungsspiel
| Datum         |              | Ergebnis |                      |
| ------------- | ------------ | -------- | -------------------- |
| Di 08.05.1979 | SSV Ulm 1846 | 0:1      | Südwest Ludwigshafen |

## Viertelfinale
| Datum         |                     | Ergebnis |                      |
| ------------- | ------------------- | -------- | -------------------- |
| Sa 26.05.1979 | 1. FC Nürnberg      | 2:0      | Südwest Ludwigshafen |
| Sa 26.05.1979 | Hertha BSC          | 6:1      | Bayer Uerdingen      |
| Sa 26.05.1979 | Fortuna Düsseldorf  | 2:1      | Bayer 04 Leverkusen  |
| Sa 26.05.1979 | Eintracht Frankfurt | 2:1      | Rot-Weiß Oberhausen  |

## Halbfinale
| Datum         |                    | Ergebnis  |                     |
| ------------- | ------------------ | --------- | ------------------- |
| Mi 06.06.1979 | Hertha BSC         | 2:1       | Eintracht Frankfurt |
| Mi 06.06.1979 | Fortuna Düsseldorf | 4:1 n. V. | 1. FC Nürnberg      |

## Finale
| Paarung            | Hertha BSC – Fortuna Düsseldorf |
| Ergebnis           | 0:1 n. V. |
| Datum              | Sa, 23. Juni 1979 um 16:00 Uhr |
| Stadion            | Niedersachsenstadion, Hannover |
| Zuschauer          | 56.000 |
| Schiedsrichter     | Günter Linn (Altendiez) |
| Tore               | 0:1 Wolfgang Seel (116.) |
| Hertha BSC         | Norbert Nigbur – Uwe Kliemann – Michael Sziedat, Ole Rasmussen, Hans Weiner – Holger Brück, Wolfgang Sidka, Dieter Nüssing, Erich Beer – Jürgen Milewski (72. Henrik Agerbeck), Dietmar Krämer (91. Thomas Remark) Cheftrainer: Kuno Klötzer |
| Fortuna Düsseldorf | Jörg Daniel – Gerd Zewe – Josef Weikl, Reinhold Fanz, Heiner Baltes – Rudi Bommer, Hubert Schmitz, Egon Köhnen – Thomas Allofs (72. Ralf Dusend), Klaus Allofs, Wolfgang Seel Cheftrainer: Hans-Dieter Tippenhauer                           |
| Gelbe Karten       | Jürgen Milewski – keine |